# Evolución Constitucional del Poder Ejecutivo (México)
Las facultades y restricciones del Poder Ejecutivo en México han sufrido diversas modificaciones a lo largo de la historia de los Estados Unidos Americanos , mismas que se plasmaron en las diferentes constituciones liberales.

## Antecedentes colonialesː Constitución de Cádiz

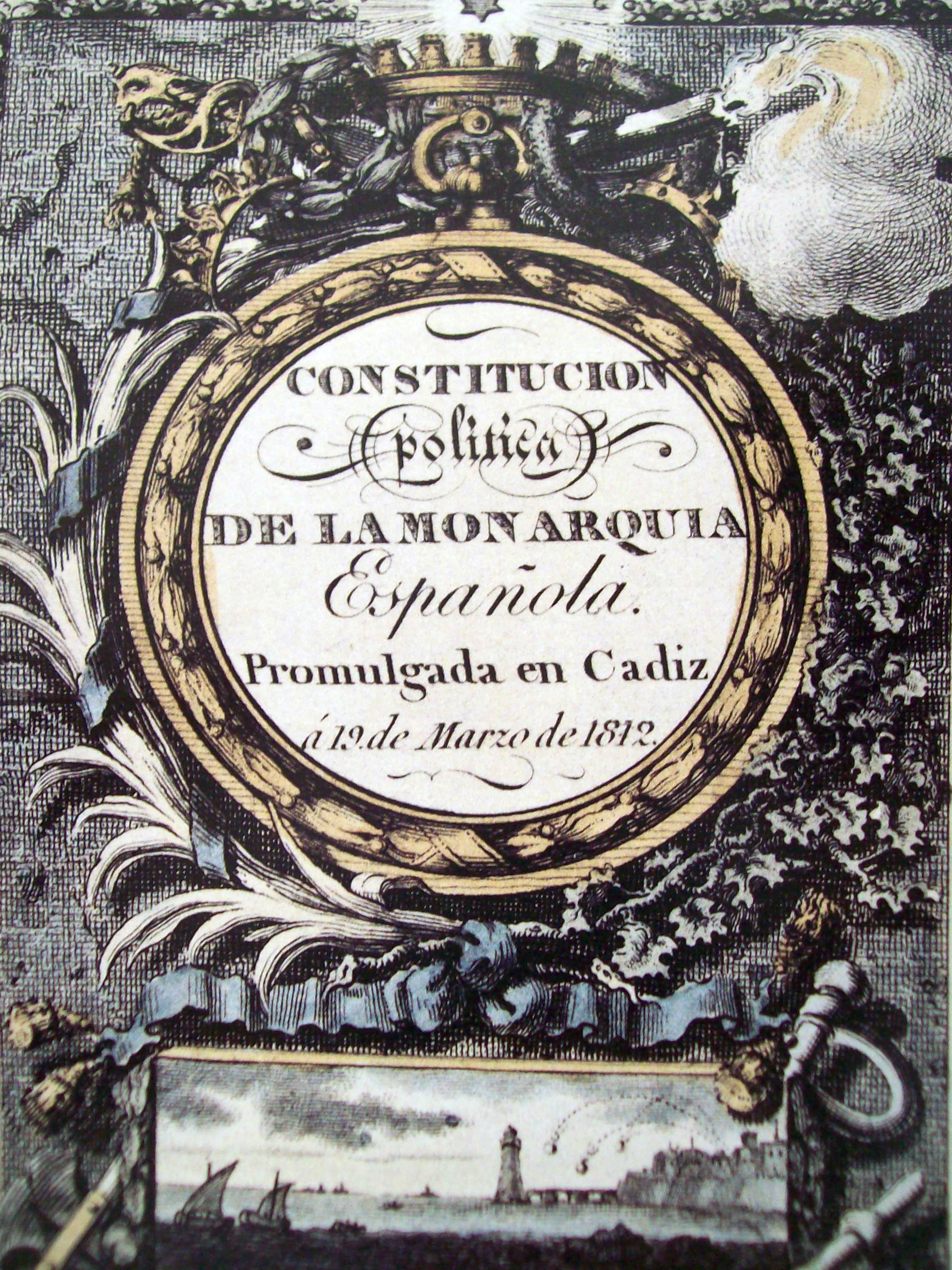
Portada de la Constitución de Cádiz

Durante el proceso de independencia de Nueva España, la Constitución española de 1812 o de Cádiz estableció que el gobierno de la Nación española era una monarquía moderada hereditaria.
En esta constitución el poder ejecutivo se depositó en el Rey, el cual tenía diversas y amplias facultades. De acuerdo con el artículo 168 “La persona del Rey es sagrada e inviolable, y no está sujeta a responsabilidad”, en otras palabras, el Rey no podía ser sujeto a juicio por sus acciones en ningún momento.
Las diversas facultades que tenía el Rey se establecieron en el Art. 171.º entre otras, fueron: 
- La potestad exclusiva de hacer ejecutar las leyes
- Expedir los decretos, reglamentos e instrucciones que crea conducentes para la ejecución de las leyes.
- Cuidar de que se administre pronta y cumplidamente la justicia.
- Declarar la guerra y ratificar la paz.
- Nombrar los magistrados de todos los tribunales civiles y criminales.
- Proveer todos los empleos civiles y militares.
- Conceder honores y distinciones de toda clase.
- Mandar los ejércitos y armadas y nombrar los generales.
- Disponer de la fuerza armada.
- Dirigir las relaciones diplomáticas y comerciales con las demás potencias, y nombrar los embajadores, ministros y cónsules.
- Cuidar de la fabricación de la moneda.
- Indultar a los delincuentes.
- Hacer a las Cortes las propuestas de leyes o de reformas que crea conducentes al bien de la Nación, para que deliberen en la forma prescrita
- Conceder el pase, o retener los decretos conciliares y bulas pontificias con el consentimiento de las Cortes, si contienen disposiciones generales, oyendo al Consejo de Estado.

Si bien el Rey tenía amplias facultades, también tenía diversas restricciones, puesto que se pretendía la existencia de un Rey fuerte, mas no arbitrario ni abusivo, sino moderado; por ello, se determinó el sometimiento de aquel a la Constitución. De esta forma, la principal restricción que tenía el Rey era la establecida por las Cortes. Además, el Rey actuaba sometido a lo que establecían las leyes de la Constitución. 
El Art. 172.º define las principales restricciones a la autoridad real, las cuales básicamente consisten en que para realizar cierta actividad o dar cierta orden requería del consentimiento de las Cortes, por ejemplo para: 
- Impedir la celebración de las Cortes, suspenderlas o disolverlas.
- Ausentarse del Reino.
- Enajenar, ceder, renunciar, o en cualquiera manera traspasar a otro la autoridad real, ni alguna de sus prerrogativas.
- Hacer alianza ofensiva, ni tratado especial de comercio con ninguna potencia extranjera.
- Obligarse por algún tratado a dar subsidios a una potencia extranjera.[2]

## México independiente

### Constitución de 1824

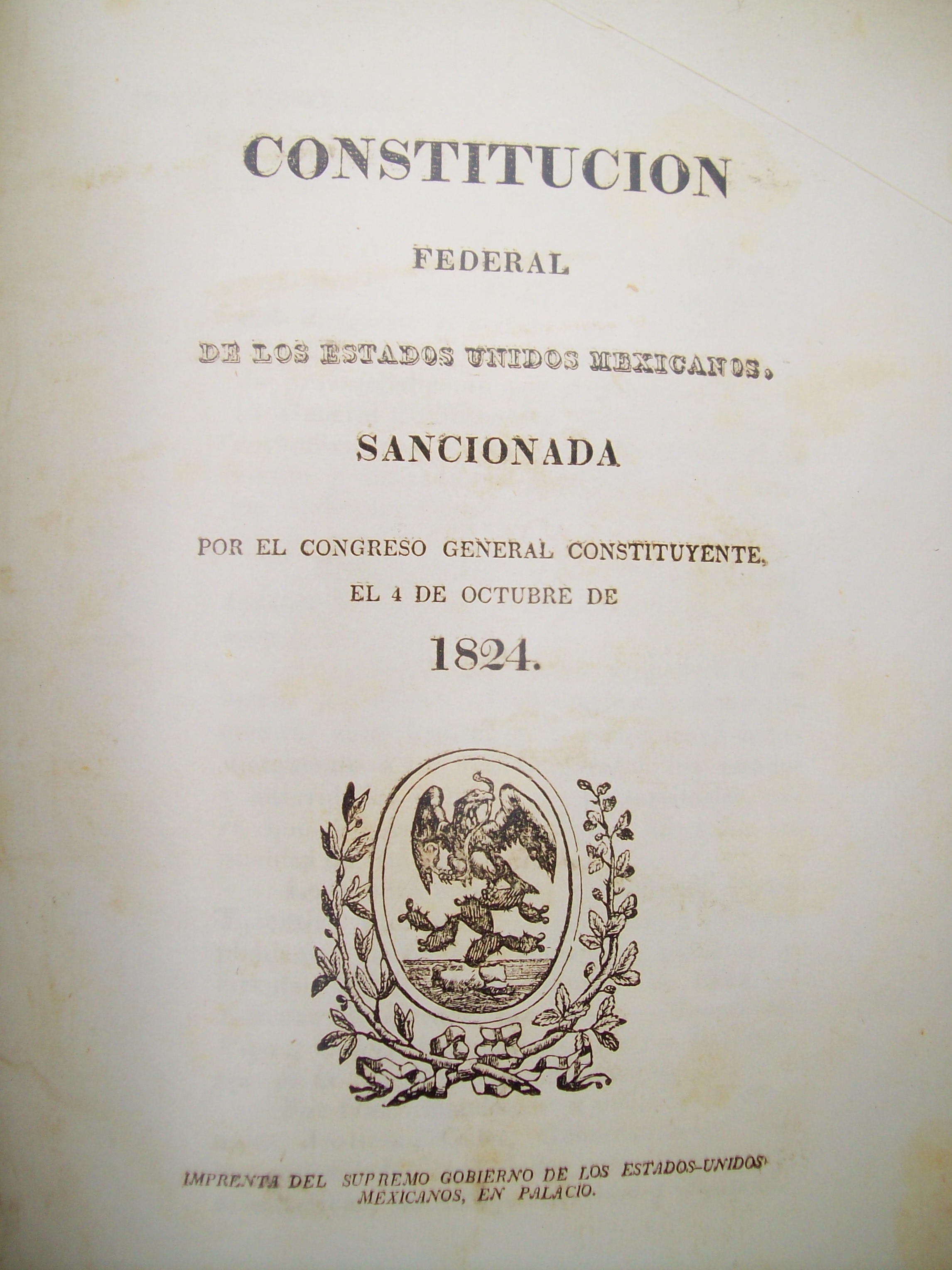
Portada de la Constitución de 1824

Después de la Colonia, que duró tres siglos, México consumó su independencia en 1821 y se enfrentó a un problema: constituir un sistema de gobierno. Tras el fracaso del Primer Imperio Mexicano, influenciados por el pensamiento de John Locke, Montesquieu y la constitución estadounidense, en 1823, los constituyentes optaron por establecer que la nación mexicana adopta para su gobierno la forma de república representativa, popular y federal, con una división de poderes. Dicha división se hizo manifiesta en el Art. 6° de la Constitución de 1824: “Se divide el supremo poder de la federación para su ejercicio, en legislativo, ejecutivo y judicial”.  Así fue como se atribuyeron funciones a las ramas del poder y se establecieron relaciones entre dichas ramas y por tanto límites a los poderes.
El Art. 74 de la Constitución de 1824 dispone: “Se deposita el supremo poder ejecutivo de la federación en un solo individuo, que se denominará Presidente de los Estados Unidos Mexicanos”. Aunque el poder ejecutivo era depositado en un solo ciudadano, el Art. 75 crea la figura de vicepresidente, quien tenía todas las facultades y prerrogativas del presidente en caso de imposibilidad física o moral del presidente. No había dos detentadores del poder ejecutivo, sino un presidente que era el legítimo detentador del poder, y un suplente, el vicepresidente.
Para ocupar tanto el cargo de presidente como el de vicepresidente, el texto constitucional dispuso como requerimientos:
- Ser ciudadano mexicano por nacimiento
- Tener treinta y cinco años cumplidos al tiempo de la elección
- Residir en el país.
- Nadie podría ser reelecto para este encargo, sino al cuarto año de haber cesado en sus funciones.

El Art. 110 definió las facultades del presidente de la república:
- Publicar, circular y hacer guardar las leyes y decretos del congreso general
- La facultad reglamentaria, poner en ejecución las leyes y decretos dirigidos a conservar la integridad de la federación
- Nombrar y remover libremente a los secretarios del despacho
- Nombrar a los jefes de las oficinas generales de hacienda, comisarías generales, enviados diplomáticos y cónsules, coroneles y otros oficiales superiores del ejército
- Nombrar a propuesta en terna de la Suprema Corte de Justicia a los jueces de circuito y distrito y
- Disponer de la fuerza armada de mar y tierra, milicia activa y declarar la guerra en nombre de los Estados Unidos Mexicanos.

El vicepresidente gozaría de las mismas prerrogativas en caso de ausencia del presidente. También gozaba del veto suspensivo sobre proyectos de ley.
El Art. 112 define las restricciones a dichas facultades, entre las que destacan:
- No podía mandar en persona las fuerzas de mar y tierra sin previo consentimiento del Congreso General, o en sus recesos, del consejo de gobierno;
- No podía privar a ninguno de su libertad ni imponer pena alguna, a menos que lo exigiera el bien y seguridad de la federación, arrestando a la persona y poniendo a disposición del juez competente
- No podía impedir las elecciones
- No podían el presidente ni vicepresidente, sin permiso del Congreso, salir del territorio nacional durante su encargo, y un año después.

Lo que podemos ver es que la Constitución de 1824 asentó un sistema presidencial, aunque hubo una fuerte inclinación a hacer un fuerte poder legislativa y regirse bajo un sistema de pleno derecho. Al mismo tiempo, se creó un ejecutivo fuerte, esto porque se buscaba que el sistema funcionará bajo el esquema de balanza de pesos y contrapesos, así, el poder controlaría al poder.  Aun cuando dicha Constitución fue un intento por establecer prontamente el sistema de gobierno y organizar el estado mexicano, debemos destacar que tuvo fallas como la figura del vicepresidente que, en muchas ocasiones, produjo situaciones funestas más que un equilibrio. Esto porque en general el vicepresidente se encargó de realizar lo necesario para conseguir la presidencia. A manera de ejemplo podemos tomar el caso de Vicente Guerrero y Anastasio Bustamante, quien encabezó la rebelión contra Guerrero, que ejercía el cargo de presidente. A pesar de esto la Constitución de 1824 es una fuente importante en el derecho constitucional mexicano y fue uno de los primeros intentos en organizar el apenas estado independizado de aquel entonces.

### Constitución de 1857

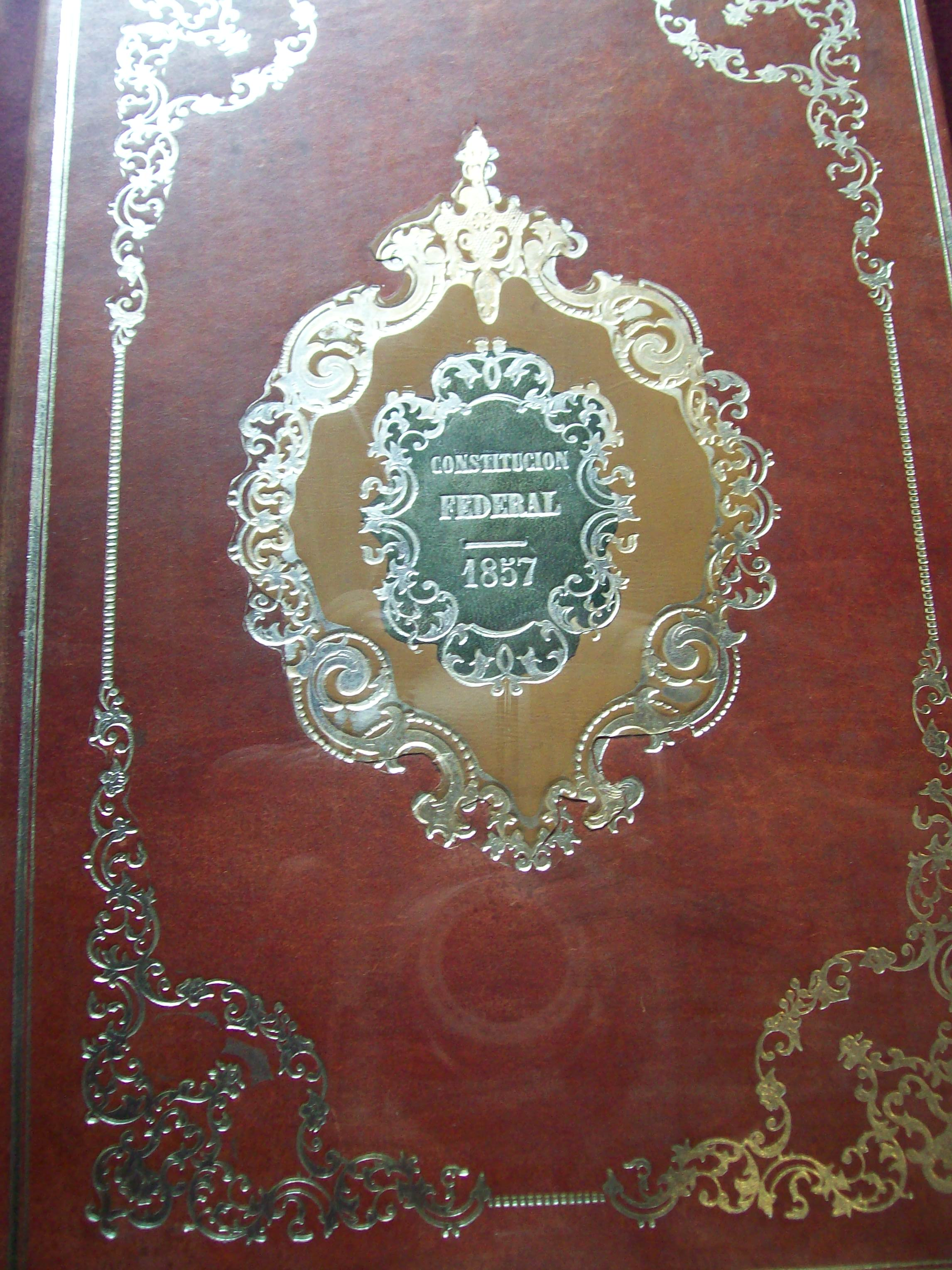
Portada de la Constitución de 1857

Tanto en la Constitución de 1824, como en la Constitución de 1857 se establece un gobierno democrático, representativo y federal. En el artículo 75.º de la Constitución de 1857 se puntualiza que el poder ejecutivo se deposita en un solo individuo al que se denomina “Presidente de los Estados-Unidos Mexicanos”.
A diferencia de la Constitución de 1824 incluía la figura del Vicepresidente la de 1857 ya no lo hizo. La figura desapareció en 1847 durante la Intervención estadounidense en México cuando el vicepresidente era Valentín Gómez Farías. En su lugar se estableció en el artículo 79.º: “En las faltas temporales del presidente de la República, y en la absoluta, mientras se presenta el nuevamente electo, entrará a ejercer el poder, el presidente de la Suprema Corte de Justicia”. 
En 1857 se vivía una situación conflictiva y delicada por el enfrentamiento entre los liberales y los conservadores a propósito del papel de la Iglesia católica en la vida pública. El Congreso eligió a Ignacio Comonfort Presidente de la República y Benito Juárez fue nombrado presidente de la Suprema Corte de Justicia. Ese año, a raíz de la promulgación de la Constitución, estalló la guerra de Reforma o guerra de los Tres Años, que duró de 1857 a 1860. Comonfort, un liberal moderado, tuvo enfrentamientos con los conservadores, entregó la presidencia al Presidente de la Suprema Corte de Justicia, Benito Juárez y se fue del país. Simultáneamente al gobierno federal de Benito Juárez, se conformó el gobierno centralista presidido por Félix Zuloaga, quien había sido elegido por una junta de representantes, que desconoció la Constitución.
Tras arduas batallas y diversos conflictos, que impedían la elección popular del presidente, el Congreso realizó votaciones en las cuales resultó elegido Benito Juárez. También se declaró como Presidente de la Suprema Corte de Justicia a Jesús González Ortega. Por las dificultades del contexto histórico, el congreso le concedió facultades extraordinarias a Juárez, para que pudiera gobernar durante más de 4 años. A principios de 1862 se inició la Segunda intervención francesa en México que culminó con el imperio de Maximiliano. En la República Restaurada no hubo modificaciones en torno a la designación del presidente de la Suprema Corte de Justicia como sucesor necesario del presidente. En cambio, para lograr mayor equilibrio entre el Ejecutivo y el Legislativo, el presidente Juárez trató de restaurar la Cámara de Senadores, suprimida por la Constitución, restauración que logró su sucesor, el presidente Sebastián Lerdo de Tejada, en 1874.
Para las elecciones de 1904, durante el porfiriato, se modificó la Constitución para cambiar el periodo de gobierno de cuatro a seis años y restablecer la figura de la vicepresidencia de la República. Ramón Corral fue elegido vicepresidente para el periodo de 1904 a 1910 y se postuló junto con Porfirio Díaz para un nuevo periodo, de 1910 a 1916. Ambos renunciaron a sus cargos el 25 de mayo de 1911 como consecuencia del levantamiento revolucionario de Francisco I. Madero.
Sucesor de Francisco León de la Barra, Madero fue presidente del 6 de noviembre de 1911 al 19 de febrero de 1913. La Constitución de 1857 siguió en vigor con las modificaciones que había hecho el presidente Díaz, por lo que se conservó la figura de vicepresidente. José María Pino Suárez estuvo en el cargo el mismo periodo que Madero. Ambos fueron obligados a renunciar al cargo como parte del golpe militar dirigido por Victoriano Huerta, quien puso de presidente durante 45 minutos a Pedro Lascuráin Paredes y a nadie de vicepresidente. La vicepresidencia fue suprimida definitivamente por el Congreso Constituyente de Querétaro en 1917.

## Constitución de 1917

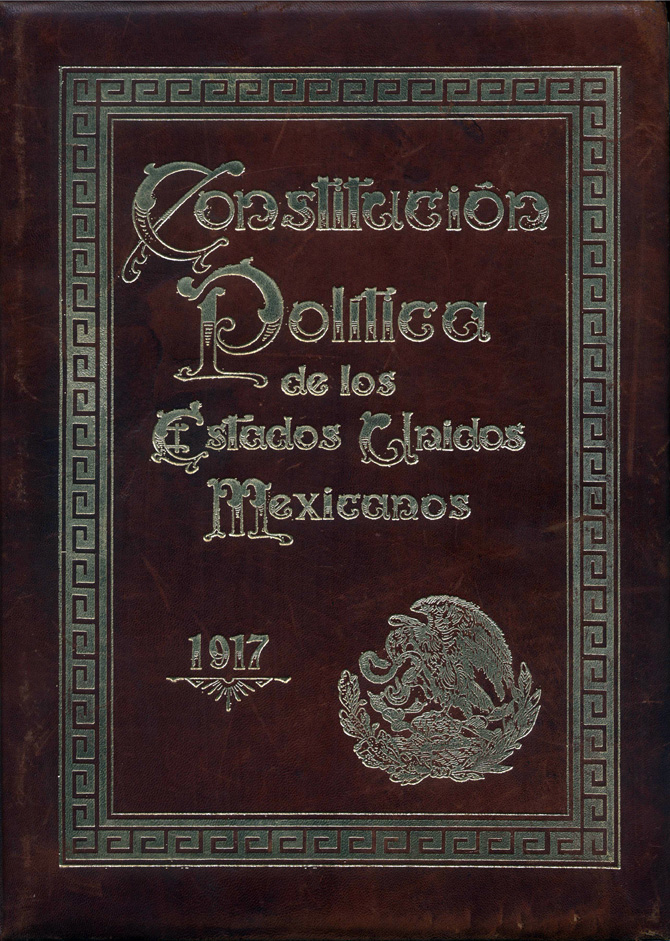
Portada Original de la Constitución Mexicana de 1917

La Constitución de 1917 es la constitución vigente en México. El 5 de febrero de 1917 se promulgó y en mayo del mismo año entró en vigor, momento en que Venustiano Carranza rindió protesta como Presidente constitucional.
Esta Constitución definió la no reelección del presidente y además estableció las garantías individuales. También, en su artículo 49.º se definió: “El supremo poder de la federación se divide, para su ejercicio, en legislativo, ejecutivo y judicial. No podrán reunirse dos o más de estos poderes en una sola persona o corporación”.
En la sección IV, capítulo III se proyecta todo lo que atiende al poder ejecutivo.
“El poder ejecutivo de la unión se deposita en un solo individuo, que se denominará presidente de los Estados Unidos Mexicanos”. Se eliminó la figura del vicepresidente, por lo que hasta la fecha el último vicepresidente fue José María Pino Suárez, el vicepresidente del gobierno de Francisco I Madero.
La Constitución de 1917 estableció, en su Art. 81, el modo de elección del presidente. Esta elección es directa y en los términos que disponga la ley electoral. Es desde ese momento que los individuos pueden elegir de manera directa a quien los representará en el poder ejecutivo.
El periodo de tiempo presidencial se estableció de 4 años sin posibilidad de reelección. Durante el Maximato el periodo se extendió a 6 años, sin posibilidad de reelección, como continúa hasta la actualidad.
Es también en esta Constitución que se implementa la protesta como forma solemne de jurar el cargo. En este momento, el presidente tiene que hacer una protesta en la que indica que respetará la constitución y las leyes que de ella emanen. Siempre debe mirar por el bien y prosperidad de la unión, ya que de lo contrario la nación se lo podrá demandar. Esta protesta, ubicada en el artículo 87.º, es la base de un buen gobierno y da facultad a la nación para demandar al presidente por su trabajo. Se observa cómo el ejecutivo está a merced de todos y debe trabajar por el bien de todos.
La Constitución de 1917 le concedió una amplia gama de facultades al poder ejecutivo. El artículo 89.º se encarga de plasmar dichas facultades, entre las cuales destacan: 
- El ejecutivo tiene la facultad de promulgar y ejecutar las leyes que expida el congreso de la unión;
- Puede nombrar y remover libremente a los secretarios del despacho, procurador general de la república, al gobernador del distrito federal y
- Declarar la guerra en nombre de los Estados Unidos Mexicanos.

En el Capítulo III sobre el Poder Ejecutivo de la Constitución de 1917 se aprecian distintas facultades que hacen del presidente el único depositario del Supremo Poder Ejecutivo, es decir, consagran su poder unitario. Entre sus facultades se encuentran.
- Poder proponer un proyecto de ley.
- Derecho de veto.
- Nombramiento libre de los secretarios de Despacho, del procurador general de la República.
- Nombrar a los oficiales del ejército y armada nacional.
- Nombrar y remover libremente a los demás empleados de la Unión, entre otras.

En el Título Cuarto de las Responsabilidades de los Funcionarios Públicos, en el artículo 108  “Los Senadores y Diputados al Congreso de la Unión, los Magistrados de la Suprema Corte de Justicia de la Nación, los Secretarios de Despacho y el Procurador General de la República, son responsables por los delitos comunes que cometan durante el tiempo de su encargo, y por los delitos, faltas u omisiones en que incurran en el ejercicio de ese mismo cargo. Los Gobernadores de los Estados y los Diputados a las Legislaturas locales, son responsables por violaciones a la Constitución y leyes federales. El Presidente de la República, durante el tiempo de su encargo, sólo podrá ser acusado por traición a la patria, y delitos graves del orden común.” Con esto, se establece que el presidente goza de cierta independencia con respecto a leyes penales o civiles, a diferencia de los demás funcionarios como Diputados y Senadores que pueden ser juzgados por crímenes comunes durante el tiempo de su encargo, lo mismo por faltas que realice a éste.
También se prevé en esta Constitución el caso en el que falte el presidente de la República. En su artículo 84 se menciona que "En caso de falta absoluta del Presidente de la República, en tanto el Congreso nombra al presidente interino o substituto, lo que deberá ocurrir en un término no mayor a sesenta días, el Secretario de Gobernación asumirá provisionalmente la titularidad del Poder Ejecutivo. En este caso no será aplicable lo establecido en las fracciones II, III y VI del artículo 82 de esta Constitución." Las facultades del presidente provisional también se ven limitadas, pues no podrá remover o designar a los Secretarios de Estado sin autorización previa de la Cámara de Senadores.